# منتخب أيرلندا لهوكي الجليد
منتخب أيرلندا الوطني لهوكي الجليد هو منتخب وطني يمثل أيرلندا في منافسات هوكي الجليد الدولية، بدأ منافساته في سنة 2004، نافس في بطولة العالم لهوكي الجليد 10 مرات، يحتل حالياً التصنيف الثامن والأربعين على العالم.